# Michael Vinícius Silva de Morais
Michael Vinícius Silva de Morais, meglio noto come Michael (São Francisco de Sales, 19 aprile 1993), è un calciatore brasiliano, attaccante svincolato.

## Carriera
Ha giocato nella massima serie dei campionati brasiliano, portoghese e ghanese.

## Palmarès

### Club

#### Competizioni nazionali
- Campionato brasiliano: 1

Fluminense: 2012